# Kuszczowskaja
Kuszczowskaja (ros. Кущёвская) – stanica w Rosji, w Kraju Krasnodarskim, ośrodek administracyjny rejonu kuszczowskiego. W 2010 liczyła 28 362 mieszkańców, wśród których 24 811 zadeklarowało narodowość rosyjską, 498 ukraińską, 80 białoruską, 8 polską, 5 bułgarską, 6 łotewską, 42 niemiecką, 19 mołdawską, 908 ormiańską, 18 grecką, 13 asyryjską, 16 gruzińską, 16 czeczeńską, 5 inguską, 3 awarską, 4 lezgińską, 28 tabasarańską, 5 rutulską, 3 udyjską, 7 dagestańską, 3 kabardyjską, 20 adygejską, 14 osetyjską, 7 tadżycką, 4 afgańską, 74 romską, 361 tatarską, 7 krymskotatarską, 9 baszkirską, 6 czuwaską, 6 kazachską, 84 azerską, 8 kumycką, 10 uzbecką, 4 karaczajską, 97 turecką, 5 nogajską, 7 turkmeńską, 4 gagauską, 20 mordwińską, 15 udmurcką, 5 maryjską, 7 komi-permiacką, 6 karelską, 4 estońską, 5 buriacką, 6 kałmucką, 3 koreańską, a 905 osób nie wskazało żadnej.